# Rhaphuma desaii
Rhaphuma desaii là một loài bọ cánh cứng trong họ Cerambycidae.